# پیشاتاریخ ایالات متحده
تاریخ زمین‌شناسی آمریکای شمالی شامل تاریخ زمین‌شناختی زمین و پیدایش حیات در آمریکای شمالی در بازه‌ای از زمان، از پیدایش زمین تا ظهور انسان و آغاز پیشاتاریخ است. در آغاز دیرینه‌زیستی، آنچه امروز آمریکای شمالی نامیده می‌شود، در واقع در نیم‌کره جنوبی قرار داشت. زیست دریایی در بسیاری از دریاهای این سرزمین شکوفا شده بود، اگرچه زیست خشکی هنوز تکامل نیافته بود. در اواخر دوران دیرینه‌زیستی، دریاها تا حد زیادی جای خود را به باتلاق‌هایی دادند که محل زندگی دوزیستان و خزندگان اولیه بودند. زمانی که قاره‌ها در پانگه‌آ گرد هم آمدند، شرایط خشک‌تری حاکم شد. هم‌کمانان پستانداران بر سرزمین مسلط شدند، تا آن‌که یک رویداد انقراض دسته‌جمعی به فرمانروایی آن‌ها پایان داد.
سپس تریاس، نخستین دورهٔ میانه‌زیستی، آغاز شد. دایناسورها تکامل یافتند و بر زیست‌بوم‌ها چیره شدند و به‌سرعت به ایالات متحده راه یافتند. به‌زودی پانگه‌آ شروع به گسستن کرد و آمریکای شمالی به‌سوی شمال و غرب حرکت کرد. در ژوراسیک پسین، دشت‌های سیلابی ایالت‌های غربی خانهٔ دایناسورهایی چون آلوسور، آپاتوسور و استگوسور بودند. در دوران کرتاسه، خلیج مکزیک گسترش یافت تا آنکه آمریکای شمالی را به دو نیمه تقسیم کرد. پلسیوسورها و موساسوریان در آب‌های آن شنا می‌کردند. در اواخر این دوران، خلیج رو به پس‌رفت گذاشت و دشت‌های ساحلی ایالت‌های غربی خانهٔ دایناسورهایی چون ادمونتوسور، تریسراتوپس و تیرانوسوروس شد. یک انقراض دسته‌جمعی دیگر به فرمانروایی دایناسورها پایان داد.
سپس نوزیستی آغاز شد. دریای داخلی کرتاسه به‌تدریج ناپدید شد و پستانداران شروع به سلطه یافتن بر خشکی کردند. در ائوسن، ایالت‌های غربی خانهٔ شترهای ابتدایی و اسب‌های کوچک، و همچنین گوشت‌دندان‌سانان درنده بودند. به‌زودی، پستانداران وارد اقیانوس‌ها شدند و نهنگ آغازین باسیلوسور در آب‌های ساحلی جنوب‌شرقی شنا کرد. کرگدن‌مانندهای تندرددان در الیگوسن بر داکوتای جنوبی مسلط بودند. از این نقطه به بعد، اقلیم ایالات متحده رو به خنکی رفت تا آنکه در پلیستوسن، یخچال‌های طبیعی گسترش یافتند. دندان‌خنجری‌ها، ماموت پشمالو، ماستودون و گرگ باستانی غول‌پیکر در سرزمین پرسه می‌زدند. انسان‌ها از طریق پل زمینی برینگ میان سیبری و آلاسکا وارد شدند و شاید در شکار این جانوران تا مرز انقراض، نقش داشته‌اند.

## پرکامبرین

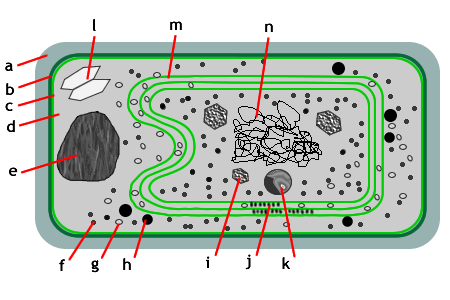
سیانوباکتر

قدیمی‌ترین یوکاریوت شناخته‌شده حدود ۱٫۴ میلیارد سال پیش در دورهٔ پرکامبرین، نزدیک بک اسپرینگ در کالیفرنیا می‌زیستند. این جانداران فوتوسنتزکننده بودند و در نتیجهٔ فیزیولوژی خود، اکسیژن تولید می‌کردند. یوکاریوت‌های بک اسپرینگ و دیگر فوتوسنتزکنندگان پرکامبرین اکسیژنی آزاد کردند که اکنون جو زمین را قابل تنفس کرده است. بقایای سیانوباکتر پرکامبرین از این دوره، میان کاپر هاربور و ایگل هاربور در کرانهٔ دریاچه سوپریور در شبه‌جزیره علیای میشیگان حفظ شده‌اند. ظاهر شدن نخستین یاخته‌های یوکاریوت در سنگواره‌ها، با شواهدی از حیات پیچیدهٔ چندیاخته‌ای همراه بود. سنگ‌هایی در نوادا با قدمت یک میلیارد ساله، ردپایی را از کرم‌هایی که در رسوبات حفاری کرده‌اند، حفظ کرده‌اند. دیگر گونه‌های پیچیدهٔ زیستی پرکامبرین در کارولینای شمالی و آریزونا نیز حفظ شده‌اند.

## دیرینه‌زیستی

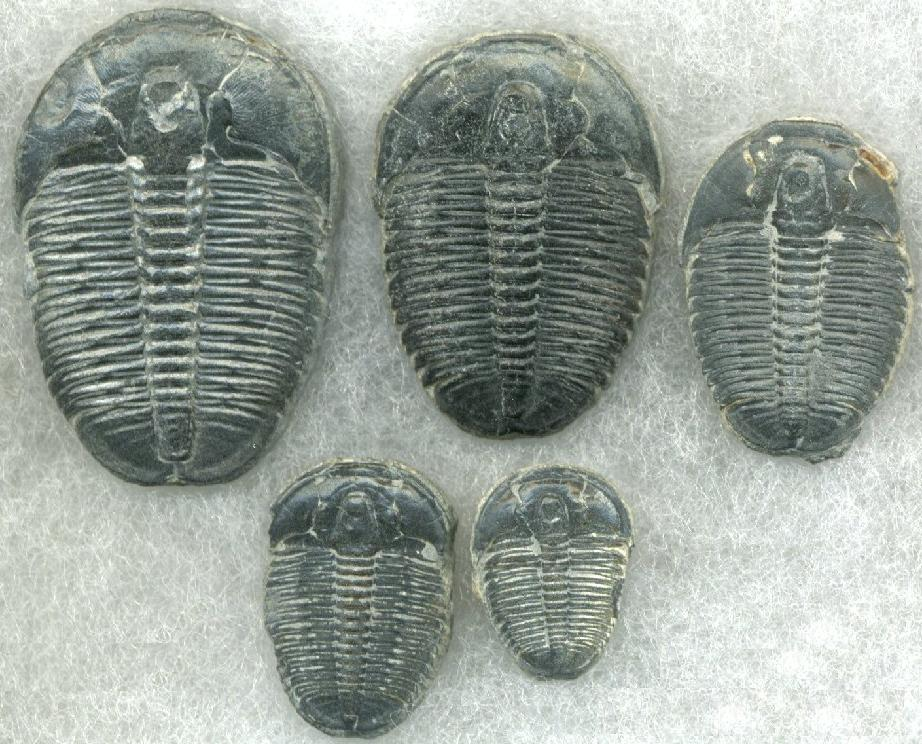
الراتیا

پیدازیستی پس از پرکامبرین آغاز شد. نخستین واحد مهم زمانی در آن، دورهٔ کامبرین از دیرینه‌زیستی بود. در آن هنگام، قاره‌های زمین چیدمانی متفاوت داشتند و به‌طور کلی کوچک‌تر از امروز بودند. بخش جنوب‌شرقی ایالات متحده به آمریکای جنوبی و آفریقا متصل بود و در عرض‌های جغرافیایی قطبی نیم‌کره جنوبی قرار داشت. ایالت‌های غربی نزدیک استوا بودند.
تمام زیست شناخته‌شده در کامبرین، آبزی بود، بنابراین نواحی بالاتر از سطح دریا در ایالات متحده کنونی، احتمالاً زمین‌های بی‌حاصل بودند. تریلوبیت‌ها رایج‌ترین جانوران در فسیل‌های کامبرین هستند. به‌ویژه، گونهٔ الراتیا در ناحیهٔ آنتلوپ اسپرینگ در یوتا برجسته است. کهن‌جامان اسفنج‌مانند در نوادا متداول بودند. بازوپایان، شکم‌پایان و اسفنج‌ها نیز از جانوران مهم دورهٔ کامبرین بودند. در پایان کامبرین، سطح دریا در اطراف آمریکای شمالی کاهش یافت. بوم‌سازگان‌های آب‌های کم‌عمق احتمالاً از میان رفتند. دورهٔ کامبرین با یک رویداد انقراض به پایان رسید. در سطح جهانی، بازوپایان و شکم‌پایان بخش زیادی از تنوع زیستی خود را از دست دادند، اسفنج‌ها حدود نیمی از تیره‌های خود را از دست دادند و نزدیک به سه‌چهارم خانواده‌های تریلوبیت‌های آن دوران نیز ناپدید شدند.

## میانه‌زیستی

نقشه‌ای از پانگه‌آ با ترسیم قاره‌های امروزی

در بیشتر دوران تریاس از میانه‌زیستی، شرق ایالات متحده بخشی از درون‌قاره‌ای پانگه‌آ بود. این منطقه در آن زمان نزدیک استوا قرار داشت و به غرب اروپا و آفریقا متصل بود. اتحاد همهٔ قاره‌های زمین در یک توده‌قارهٔ واحد، نحوهٔ گردش جو و اقیانوس‌ها را تغییر داد. این شرایط، اقلیمی گرم با فصل‌های مشخص را برای شرق ایالات متحده ایجاد کرد. بخش زیادی از کشور در عرض جغرافیایی حدود ۳۰ درجه شمالی قرار داشت، جایی که معمولاً فشار جوی بالا و بارش کم است. در تریاس پسین، بخش غربی ایالات متحده عمدتاً زیر آب دریا قرار داشت. در همان منطقه، فرایند کوه‌زایی و فعالیت آتشفشانی نیز در جریان بود.
دوران تریاس، دوره‌ای برای بازسازی زیست‌کرهٔ زمین پس از رویداد انقراض پرمین–تریاس بود. پس از آن انقراض، آمونیت‌ها یکی از نخستین گروه‌های بی‌مهرگان دریایی بودند که دوباره فراوان و متنوع شدند. در تریاس میانی، مرجان‌سنگیان که مرجان‌های متداول در اقیانوس‌های امروزی‌اند، ظاهر شدند. در تریاس، مرجان‌ها در آمریکای شمالی کمیاب بودند، بااین‌حال برخی از آن‌ها در سواحل غربی حضور داشتند، گرچه تشکیل صخره‌های مرجانی نمی‌دادند. در میان خزندگان دریایی، ایکتیوسورها یکی از مهم‌ترین گروه‌ها در دوران تریاس بودند و فسیل‌های مهمی از آن‌ها در نوادا حفظ شده است.
در خشکی، پوشش گیاهی آمریکای شمالی شامل گیاهانی چون مخروطیان، نخلی‌سرخس‌سانان، چمازها، کهن‌دار و دم‌اسب بود. پوشش گیاهی تریاس در سواحل شرقی نشان‌دهندهٔ شرایط باتلاقی در دره‌های کششی آن منطقه بود. آریزونا میزبان جنگل عظیمی بود که بعدها چوب سنگ‌شده‌ی آن به شهرت رسید. خزندگان برای نخستین بار در تریاس کنترل زیست‌بوم‌های دریایی، خشکی و هوازی را به‌دست گرفتند و همین آغاز لقب «عصر خزندگان» را برای میانه‌زیستی رقم زد.
تریاس پسین، همچنین شاهد پیدایش دایناسورها بود. دایناسورها فسیل‌های فراوانی در منطقهٔ چهارگوشه به‌جا گذاشتند و این منطقه اکنون یکی از بهترین منابع فسیل دایناسورهای تریاس پسین در ایالات متحده است. تگزاس نیز از منابع خوب بقایای دایناسورهای این دوره به‌شمار می‌آید. کهن‌ترین بقایای دایناسورها در شرق ایالات متحده حدود ۲۲۵ میلیون سال قدمت دارند. بنابراین، دایناسورها مدت زیادی پس از آغاز تکامل خود، به سواحل شرقی ایالات متحده رسیدند. ردپای فسیلی رایج‌ترین نوع فسیل دایناسورهای آغازین در شرق آمریکا هستند.
با پایان تریاس، پانگه‌آ بار دیگر شروع به تجزیه به قاره‌های جداگانه کرد. دره کششی‌ای در امتداد ساحل شرقی شکل گرفت، جایی که صفحه آمریکای شمالی از اروپا و آفریقا جدا شد. این روند، شکاف‌هایی را تا فلوریدا امتداد داد. یکی از این دره‌های کششی با آب اقیانوس پر شد و اقیانوس اطلس را پدیدآورد. آتشفشان‌هایی که به‌دلیل این فرایند زمین‌ساختی فعال شدند، رسوبات آذرین در شرق ایالات متحده بر جای گذاشتند. در پایان تریاس، یک رویداد انقراض دیگر رخ داد. این انقراض، حدود یک‌چهارم از خانواده‌های زیستی را از میان برد. قیف‌دندانان کاملاً منقرض شدند، آمونیت‌ها به‌سختی جان سالم به در بردند و بازوپایان بخش بزرگی از تنوع پیشین خود را از دست دادند. در خشکی نیز بیشتر خانواده‌های دوزیستان و خزندگان منقرض شدند.

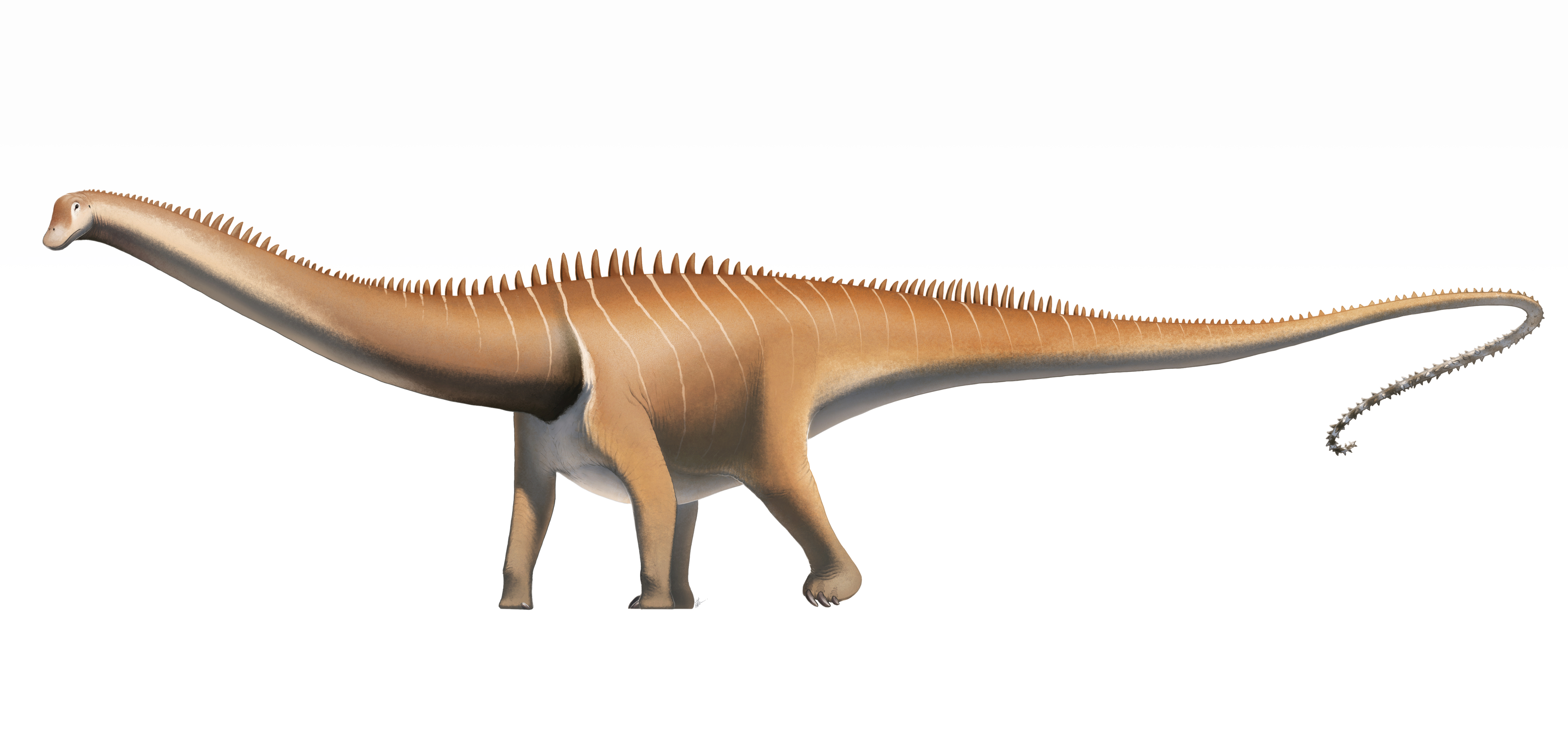
دوتیرکی

در ژوراسیک پیشین، ساحل شرقی ایالات متحده گرم‌تر و مرطوب‌تر شد، زیرا اقیانوس اطلس تازه‌پدید، این ناحیه را در معرض توده‌های هوای مرطوب قرار داد. فسیل‌هایی از تریاس پسین تا ژوراسیک پیشین در سازند معروف ابرگروه نیوآرک در بازه‌ای از نوا اسکوشیای کانادا تا کارولینای جنوبی حفظ شده‌اند. شکافتگی زمین در شرق آمریکا در ژوراسیک پیشین نیز ادامه یافت، همزمان با دور شدن شرق ایالات متحده از گرینلند و اروپا. در سواحل غربی نیز با فرورانش صفحه آرام‌اقیانوسی به زیر صفحه آمریکای شمالی، زمین‌لرزه و آتشفشان‌هایی رخ داد. در ژوراسیک آغازین، ایکتیوسورها همچنان خزندگان غالب دریایی بودند، اما با پیشرفت ژوراسیک، این نقش به‌تدریج به پلسیوسورها واگذار شد.
سازند موریسون در ژوراسیک پسین رسوب‌گذاری شد. امروزه این رسوبات در ایالت‌های آریزونا، نیومکزیکو، اوکلاهاما، یوتا، کلرادو، وایومینگ، داکوتای جنوبی و مونتانا نمایان‌اند. این منطقه در آن زمان پوشیده از جنگل‌هایی از مخروطیان، کهن‌دارها و سرخس‌درختی‌ها بود که بعدها منبع تشکیل زغال‌سنگ شدند. پستانداران محلی در ژوراسیک به‌طور چشمگیری تنوع یافتند و سازند موریسون بهترین منبع فسیل پستانداران ژوراسیک در آمریکای شمالی است. دایناسورهای محلی شامل پرنده‌پایانی چون کامپتوسور، خزنده‌پایانی چون آپاتوسور و دوتیرکی و ددپایانی چون آلوسور بودند. برخلاف بسیاری از دوره‌های زمین‌شناسی، ژوراسیک با یک انقراض دسته‌جمعی به پایان نرسید. با این حال، انقراض‌های کوچکی در آن زمان روی دادند، به‌ویژه در میان آمونیت‌ها و دایناسورها.
در کرتاسه پیشین، خلیج مکزیک به‌تدریج به سوی شمال گسترش یافت. در خشکی، شرق ایالات متحده به دلتا میسیسیپی امروزی شباهت داشت، دشتی کم‌ارتفاع و رودخانه‌خیز که با پوششی انبوه از گیاهانی مانند پنجه‌گرگ‌ویسان، مخروطیان، نخلی‌سرخس‌سانان، چمازها، کهن‌دار، دم‌اسب و گل‌دارنخستین پوشیده بود.

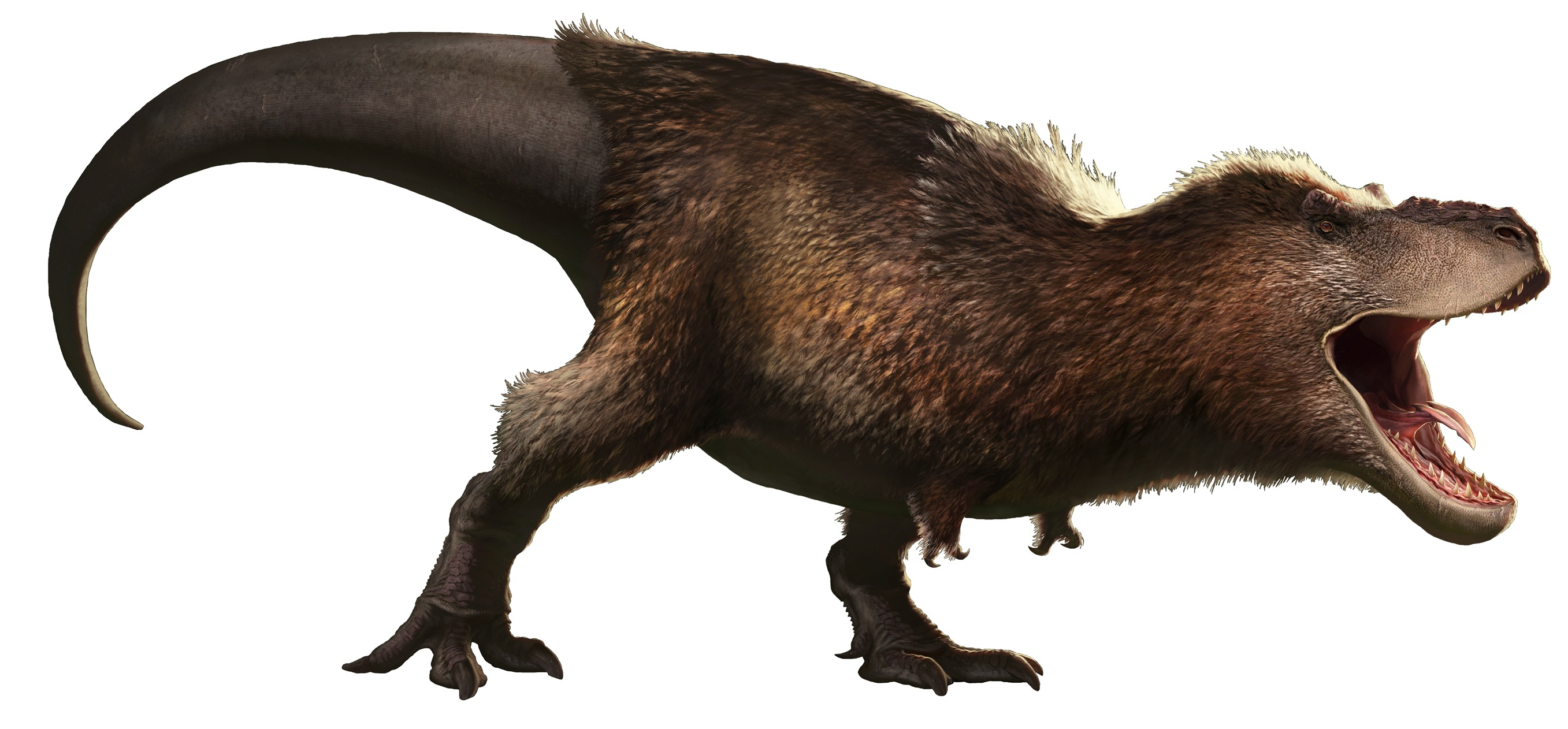
تیرانوسوروس

در کرتاسه پسین، خلیج مکزیک چنان گسترش یافت که به آلاسکا رسید. در این زمان، نیمی از سطح امروزی قارهٔ آمریکا زیر آب بود. این دریا با نام دریای داخلی غربی شناخته می‌شود. ایالت‌هایی مانند تگزاس، نیومکزیکو، اوکلاهاما، کلرادو، کانزاس، نبراسکا، داکوتاها و وایومینگ زیر آب این دریا بودند. بستر دریا صاف بود و احتمالاً ژرفایش از ۱۸۰ متر فراتر نمی‌رفت. تنوع فراوانی از بی‌مهرگان دریایی هم در کف و هم در ستون آب شکوفا شدند؛ از جمله شاخ‌قوچی‌ها، صدف دوکفه‌ای غول‌پیکر، زنبق دریایی، صدف‌های حلقه‌ای و ماهی مرکب. مهره‌داران دریایی شامل ماهیان استخوانی، موساسوریان، پلسیوسورها، کوسه‌ها و لاک‌پشتها بودند. مناطق شرق آمریکا از نیوجرسی به پایین و همچنین سواحل خلیج در دوران کرتاسه در زیر آب قرار داشتند. سطح دریاها در کرتاسه به بالاترین میزان در کل تاریخ زمین رسید، گرچه پیش از پایان این دوران کاهش یافت. مرجان‌سنگیان در کرتاسه تنوع بیشتری نسبت به امروز داشتند و صخره‌های مرجانی در امتداد سواحل خلیج تشکیل می‌دادند. صدف‌های رودیست نیز در این ناحیه آبسنگ می‌ساختند. گونه‌ای دیگر از دوکفه‌ایان یعنی صدف‌های چپ‌پیاله چنان فراوان بودند که فسیل آن‌ها در تقریباً همهٔ نهشته‌های دریایی کرتاسه یافت می‌شود. در همین دوران، پیوسته‌استخوانان که گروه غالب ماهیان زنده‌اند، بر درست‌استخوانان برتری یافتند. پرندهٔ آبزی دندان‌دار باخترمرغ تنها پرنده کرتاسه‌ای است که فسیل‌های آن به‌طور مکرر در آمریکای شمالی یافت شده‌اند.
در اواخر دورهٔ کرتاسه، دریای داخلی غربی آغاز به پس‌روی کرد. این پس‌روی در نهایت به اتحاد دوبارهٔ دو بخش آمریکای شمالی انجامید. با عقب‌نشینی این دریا، یک دشت ساحلی به‌سمت جنوب گسترش یافت و وارد بخش شمالیِ ناحیهٔ غربی داخلی شد. نیروهای نیرومند زمین‌ساختی، سنگ‌های آیداهو، یوتا و وایومینگ را تا زده و دگرشکل کردند، که این فرایندها سرآغاز شکل‌گیری رشته‌کوه راکی بودند. رودهایی که از بخش شرقیِ ناحیه‌ای که اکنون مونتانا نام دارد می‌گذشتند، رسوباتی را نهشت کردند که امروزه با عنوان سازند هل کریک شناخته می‌شوند. در آن زمان، مونتانا زیستگاه برخی از مشهورترین دایناسورها بود؛ جاندارانی چون ادمونتوسور، پاکی‌سفالوسور، تریسراتوپس و تیرانوسوروس.
با وجود ناآرامی‌های زمین‌ساختی در غرب، شرق ایالات متحده در دورهٔ کرتاسه پسین به پایداری زمین‌شناختی دست یافته بود. آب‌وهوا در سراسر سال گرم و بارانی بود. گیاهان گل‌دار در این زمان رایج شده بودند و فسیل‌های پهن‌برگان و درختچهها در سنگ‌های کرتاسهٔ پسین حفظ شده‌اند.
پایان دورهٔ کرتاسه با وقوع یک رویداد انقراض بزرگ دیگر همراه شد. این انقراض، دومین انقراض سهمگین در تاریخ زمین‌شناسی به‌شمار می‌آید. حدود نیمی از خانواده‌های جانوری منقرض شدند. آمونیت‌ها و بلمنیت‌ها از جمله بی‌مهرگان دریایی بودند که نابود شدند. فرامینیفرهای شناور به‌سختی جان به در بردند. دوسوم گونه‌های مرجان منقرض شدند و حدود نیمی از خانواده‌های اسفنج‌ها نیز نابود شدند. دوکفه‌ای‌ها، بریوزوآها و حلزون‌ها نیز تلفات سنگینی متحمل شدند. گروه‌های اصلی خزندگان دریایی دوران مزوزوئیک به‌کلی منقرض شدند. در خشکی، دایناسورهای پرنده‌نشده و پتروسورها نابود شدند.
رایج‌ترین توضیح برای این انقراض، برخورد یک شهاب‌سنگ دانسته می‌شود. این برخورد می‌تواند حضور سطح بالای عنصر سنگین ایریدیوم در رسوبات آن زمان را توضیح دهد. ایریدیوم در پوستهٔ زمین بسیار نادر است، اما در شهاب‌سنگ‌ها فراوان‌تر است.
دایناسورها در نواحی‌ای که امروزه ایالات متحده را تشکیل می‌دهند گسترده بودند. فسیل‌های دایناسور در ایالت‌های زیر یافت شده‌اند: آلاباما، آلاسکا، آریزونا، آرکانزاس، کالیفرنیا، کلرادو، کنتیکت، دلاویر، جورجیا، آیداهو، آیوا، کانزاس، لوئیزیانا، مریلند، ماساچوست، مینه‌سوتا، می‌سی‌سی‌پی، میزوری، مونتانا، نبراسکا، نوادا، نیوجرسی، نیو مکزیکو، نیویورک، کارولینای شمالی، داکوتای شمالی، اوکلاهما، پنسیلوانیا، کارولینای جنوبی، داکوتای جنوبی، تنسی، تگزاس، یوتا، ویرجینیا، واشینگتن، دی‌سی، و وایومینگ،
اما فسیل‌های دایناسور در ایالت‌های فلوریدا، هاوایی، ایلینوی، ایندیانا، کنتاکی، مین، میشیگان، نیوهمپشایر، اوهایو، اورگن، رود آیلند، ورمانت، واشینگتن، ویرجینیای غربی، یا ویسکانسین گزارش نشده‌اند.

## نوزیستی
با آغاز دورهٔ نوزیستی، دمای زمین به‌تدریج کاهش یافت و با این کاهش، پوشش گیاهی مناطق گرم‌سیری نیز به عرض‌های جغرافیایی پایین‌تر رانده شد. تا دورهٔ میوسن، برخی کوسه‌ها که از زمان ائوسن به‌تدریج بزرگ‌تر شده بودند، به طولی بیش از ۶۰ پا رسیدند. ماستودونها نیز در دورهٔ میوسن از طریق برینگیا از دنیای قدیم وارد آمریکای شمالی شدند. اورئودونتها در دورهٔ پلیوسن منقرض شدند. تا پایان پلیوسن، گونه‌های امروزی‌تر از گوشت‌خوارسانان مانند گرگ و اعضای خانوادهٔ گربه‌ایان پدیدار شدند. از میان گربه‌ایان، گونه‌های دندان‌خنجری جایگاه برجسته‌ای داشتند. ماموت پشمالو در اواخر نوزیستی در سراسر ایالات متحده رواج یافت.
در اواخر پلیستوسن، حجم زیادی از آب در قالب یخچال‌های طبیعی منجمد شد، که باعث کاهش سطح دریا گردید. این کاهش سطح، یک خشکی‌راه میان آسیا و آلاسکا را نمایان کرد. انسان‌ها از طریق این خشکی‌راه عبور کردند و حدود ۱۱٬۰۰۰ تا ۱۲٬۰۰۰ سال پیش در آمریکای شمالی ساکن شدند. با وجود مقاومت در برابر تغییرات اقلیمی و پیشروی و عقب‌نشینی متناوب یخچال‌ها، حدود ۱۰٬۰۰۰ سال پیش، نزدیک به ۳۲ سرده از پستانداران بزرگ‌جثه ناگهان منقرض شدند. اسب‌ها نیز در جریان این انقراض‌های پایان پلیستوسن، در سطح محلی نابود شدند. برخی دیرین‌شناسان این انقراض‌ها را به ورود انسان‌های نخستین و شکار بی‌رویهٔ جانوران بزرگ نسبت می‌دهند. در این مدل، ناپدید شدن گربه‌دندان‌خنجری‌ها و دیگر شکارچیان هم‌دوره با آن‌ها، به‌دلیل از دست رفتن منبع اصلی تغذیه‌شان تبیین می‌شود. با این‌حال، این نظریه هنوز بحث‌برانگیز است.

## ارجاعات
1. ↑  Thompson (1982); "First Eucaryotes:", page 40.
2. ↑  Murray (1974); "Michigan", page 157.
3. ↑  Thompson (1982); "First Multicellular Organisms:", page 40.
4. ↑  Huntsman, Kelley, Scotchmoor, and Springer (2004); "Paleontology and geology".
5. ↑  Murray (1974); "Arizona", page 93.
6. ↑  Thompson (1982); "Cambrian Period", page 42.
7. ↑  Thompson (1982); "Position of Continents:", page 42.
8. ↑  Thompson (1982); "Terrestrial Life:", page 44.
9. 1 2  Thompson (1982); "Other Invertebrates:", page 43.
10. ↑  Murray (1974); "Utah", page 273.
11. ↑  Thompson (1982); "Other Invertebrates:", pages 43-44.
12. ↑  Thompson (1982); "Cambrian-Ordovician Boundary:", page 45.
13. ↑  Thompson (1982); "Mass Extinction:", page 44.
14. 1 2 3 4  Weishampel and Young (1996); "Triassic Beginnings", page 33.
15. 1 2  Thompson (1982); "Plate Movements:", page 63.
16. ↑  Thompson (1982); "Marine Invertebrates:", pages 63-64.
17. ↑  Thompson (1982); "Marine Invertebrates:", page 64.
18. ↑  Thompson (1982); "Ichthyosaurs:", page 65.
19. ↑  Thompson (1982); "Land Plants:", page 64.
20. ↑  Thompson (1982); "The Age of Reptiles:", page 64.
21. ↑  Thompson (1982); "Dinosaurs:", page 64.
22. ↑  Weishampel and Young (1996); "Late Triassic: The Pangaea Story", page 87.
23. ↑  Weishampel and Young (1996); "East Coast Dinosaur Distribution", pages 88-89.
24. ↑  Weishampel and Young (1996); "Dinosaurs of the Late Triassic", page 86.
25. ↑  Weishampel and Young (1996); "East Coast Dinosaur Distribution", page 89.
26. 1 2 3  Weishampel and Young (1996); "Newark Supergroup", page 36.
27. ↑  Weishampel and Young (1996); "Newark Supergroup", page 34.
28. ↑  Thompson (1982); "Mass Extinction:", page 66.
29. ↑  Weishampel and Young (1996); "East Coast Dinosaur Distribution", pages 87-88.
30. ↑  Thompson (1982); "Plate Movements:", page 67.
31. ↑  Thompson (1982); "Marine Reptiles:", page 69.
32. ↑  Foster (2007); "Road-Tripping to the Late Jurassic", page 3.
33. ↑  Foster (2007); "Rainbow Country: An Introduction to Morrison Formation Geology", page 2.
34. ↑  Thompson (1982); "Land Plants:", page 68.
35. ↑  Thompson (1982); "Mammals:", page 70.
36. 1 2  Horner (2001); "Jurassic Time", page 62.
37. ↑  Thompson (1982); "End of the Jurassic:", page 70.
38. 1 2  Thompson (1982); "Cretaceous Rocks:", page 72.
39. ↑  Weishampel and Young (1996); "Early Cretaceous Coastal Plain", page 44.
40. 1 2  Weishampel and Young (1996); "Late Cretaceous Paradise", page 47.
41. ↑  Everhart (2005); "One Day in the Life of a Mosasaur", page 6.
42. ↑  Everhart (2005); "One Day in the Life of a Mosasaur", page 5.
43. ↑  Everhart (2005); "One Day in the Life of a Mosasaur", page 7.
44. ↑  Thompson (1982); "Cretaceous Rocks:", pages 71-72.
45. ↑  Thompson (1982); "Cretaceous Period", page 71.
46. ↑  Thompson (1982); "Corals:", page 72.
47. ↑  Thompson (1982); "Mollusks:", pages 72-73.
48. ↑  Thompson (1982); "Mollusks:", page 73.
49. ↑  Thompson (1982); "Teleost Fishes:", page 73.
50. ↑  Thompson (1982); "Birds:", page 74.
51. 1 2  Horner (2001); "Latest Cretaceous Time: Maastrichtian Stage", page 77.
52. ↑  Thompson (1982); "Formation of the Rocky Mountains:", page 72.
53. 1 2 3  Weishampel and Young (1996); "Late Cretaceous Paradise", page 48.
54. ↑  Thompson (1982); "Mass Extinction:", page 75.
55. ↑  Thompson (1982); "Meteorite Impact:", pages 75-76.
56. ↑  Carr, Williamson, and Schwimmer (2005); "Abstract", page 199.
57. ↑  Gangloff, Rieboldt, Scotchmoor, Springer (2006); "Paleontology and geology".
58. ↑  Jacobs (1995); "Chapter 2: The Original Homestead", page 47.
59. ↑  Braden (2007); "'Arkansaurus fridayi': The Arkansas Dinosaur", page 3.
60. ↑  Hilton (2003); "Ankylosaurs", page 39.
61. ↑  Foster (2007); "Garden Park (1877-1901)", page 73.
62. ↑  Weishampel and Young (1996); "Early American Bones", page 57.
63. ↑  Weishampel, et al. (2004); "3.29 Georgia, United States", page 587.
64. ↑  Weishampel, et al. (2004); "3.13 Idaho, United States", page 556.
65. 1 2 3  Witzke (2001); page 2.
66. ↑  Everhart (2005); "Dinosaurs?", page 231.
67. ↑  Schiebout, et al. (2004); "Abstract".
68. ↑  Weishampel and Young (1996); "Pennsylvania/Maryland (Gettysburg Formation)", page 90.
69. ↑  Weishampel and Young (1996); "The Dinosaur Lady", page 81.
70. ↑  Weishampel, et al. (2004); "3.31 Mississippi, United States", page 587.
71. ↑  Witzke (2001); page 4.
72. ↑  Weishampel, et al. (2004); "3.9 Nevada, United States", page 582.
73. ↑  Weishampel and Young (1996); "Haddonfield Hadrosaurus", pages 69-71.
74. ↑  Murray (1974); "New Mexico", page 205.
75. ↑  Weishampel and Young (1996); "Pennsylvania/New Jersey/New York (Stockton  Formation)", page 90.
76. 1 2  Weishampel and Young (1996); "Late Cretaceous Paradise", page 49.
77. ↑  Weishampel, et al. (2004); "3.14 North Dakota, United States", page 585.
78. ↑  Lockley and Hunt (1999); "The Eastern Region of the Chinle", page 91.
79. ↑  Weishampel and Young (1996); "Pennsylvania (New Oxford Formation)", page 90.
80. ↑  Weishampel, et al. (2004); "3.15 South Dakota, United States", pages 585-586.
81. ↑  Weishampel, et al. (2004); "3.32 Tennessee, United States", page 587.
82. ↑  Jacobs (1995); "Home on the Range", page 5.
83. ↑  Lockley and Hunt (1999); "The Mid-Jurassic and the Moab Megatracksite", pages 152-153.
84. ↑  Weishampel and Young (1996); "Virginia (Manassas Sandstone)", page 89.
85. 1 2 3 4 5  Weishampel and Young (1996); "Introduction", page 2.
86. ↑  Murray (1974); "Wyoming", page 293.
87. ↑  Brown (2008); "Florida: A Great Place to Find Fossils", page 14.
88. ↑  Buffalo News (2010); "Discovering Dinosaurs".
89. ↑  Vaiden (2004); "When Dinosaurs Ruled!", page 5.
90. ↑  Dinosaur Fossils are not found in Indiana.
91. ↑  Greb (1999); "Fossil-Bearing Rocks", page 1.
92. ↑  Mihelich (2006); page 1.
93. ↑  Ohio Division of Geological Survey (2001); "A Brief Summary of the Geologic History of Ohio", page 1.
94. ↑  Madin; "3. Early Sediments: Oregon's first coast".
95. ↑  Murray (1974); "Vermont", page 274.
96. ↑  "Frequently Asked Questions". Burke Museum of Natural History and Culture. 2013. Archived from the original on 13 November 2012. Retrieved 28 January 2013.
97. ↑  "Wake Me When You Find a Dinosaur". Seattle's Big Blog. Retrieved 28 January 2013.
98. ↑  Jones (2009).
99. ↑  Thompson (1982); "Sea Level and Climate:", page 77.
100. ↑  Thompson (1982); "Fishes:", page 79.
101. 1 2  Thompson (1982); "Proboscideans:", page 81.
102. ↑  Thompson (1982); "Oreodonts:", page 80.
103. ↑  Thompson (1982); "Carnivores:", page 81.
104. ↑  Thompson (1982); "Humans in North America:", page 84.
105. ↑  Thompson (1982); "Migrations of Mammals:", pages 84-85.
106. ↑  Thompson (1982); "First Horses:", page 79.
107. ↑  Thompson (1982); "Large Mammal Extinctions:", page 85.
108. Lockley and Hunt (1999); "Western Traces in the 'Age of Amphibians'", page 34.
109. Thompson (1982); "Invertebrate Life:", pages 45-46.
110. Thompson (1982); "Invertebrate Life:", page 46.
111. Thompson (1982); "First Vertebrates:", page 47.
112. Thompson (1982); "Mass Extinction:", page 47.
113. Thompson (1982); "Silurian Period", page 48.
114. Thompson (1982); "Sea Level:", page 48.
115. Thompson (1982); "Life in the Seas:", page 49.
116. Thompson (1982); "Devonian Period", page 50.
117. Thompson (1982); "Marine Invertebrates:", page 50.
118. Thompson (1982); "Seed Plants:", page 53.
119. Thompson (1982); "Mass Extinction:", page 53.
120. Thompson (1982); "Age of Crinoids:", page 54.
121. Thompson (1982); "Foraminiferans:", page 55.
122. Thompson (1982); "Life on Land:", page 55.
123. Thompson (1982); "Pennsylvanian Period", page 56.
124. Thompson (1982); "Coal Swamps:", page 56.
125. Thompson (1982); "Terrestrial Invertebrates:", page 57.
126. Thompson (1982); "Terrestrial Vertebrates:", page 57.
127. Thompson (1982); "Permian Period", page 58.
128. Thompson (1982); "Marine Invertebrates:", page 58.
129. Thompson (1982); "Insects:", page 59.
130. Thompson (1982); "Amphibians:", page 59.
131. Thompson (1982); "Reptiles:", page 59.
132. Thompson (1982); "Therapsids:", page 60.
133. Thompson (1982); "Mass Extinction:", page 60.
134. Thompson (1982); "Extinction in the Seas:", page 60.
135. Thompson (1982); "Extinction in the Seas:", page 61.
136. Thompson (1982); "Tertiary Period", page 77.
137. Thompson (1982); "Plate Movements:", page 77.
138. Thompson (1982); "Tertiary Rocks:", page 78.
139. Thompson (1982); "Marine Invertebrates:", page 78.
140. Thompson (1982); "Fishes:", page 78.
141. Thompson (1982); "Age of Mammals:", page 79.
142. Thompson (1982); "Titanotheres:", page 80.
143. Thompson (1982); "Camels:", page 80.
144. Murray (1974); "Ohio", pages 233-234.
145. Murray (1974); "Texas", page 270.
146. Murray (1974); "New York", page 212.
147. Murray (1974); "North Dakota", page 224.
148. Murray (1974); "Alabama", page 86.
149. Murray (1974); "Mississippi", page 171.
150. Mikulic (2001); "Abstract", page 7.